# 約克鎮號航空母艦 (CV-5)
約克鎮號航空母艦（英語：USS Yorktown，舷號CV-5）是一艘隸屬於美國海軍的航空母艦，為約克鎮級航空母艦的首艦。她是美軍第三艘以約克鎮為名的軍艦，紀念美國獨立戰爭中的約克鎮圍城戰役。
約克鎮號在1934年開始建造，在1936年下水，於1937年服役。及後約克鎮號參與了海軍最後兩次的艦隊解難演習（Fleet Problems），並在1940年編入駐太平洋的戰鬥部隊（Battle Force）。第二次世界大戰爆發後，美國在歐洲進行中立巡航，而約克鎮號也在1941年4月調返大西洋艦隊，防備納粹德國海軍進入西半球攻擊商船。同年12月日本偷襲珍珠港後，約克鎮號旋即調到美國太平洋艦隊，並參與美國在太平洋戰爭早期的多場行動，包括掩護陸戰隊增援美屬薩摩亞及馬紹爾及吉爾伯特群島突襲。
1942年5月，約克鎮號在珊瑚海海戰受到重創，但在72小時的短促維修後趕及參與6月初的中途島海戰，並與企業號聯手擊潰日本的航母部隊，扭轉戰爭局勢。不過日軍在该海戰再次重創約克鎮號，更迫使美軍放棄拯救，使約克鎮號最終在海上翻沉。海戰結束後四個月，美國海軍將約克鎮號除籍，並把正在建造、舷號CV-10的埃塞克斯級航空母艦更名為約克鎮，以紀念其戰績。

## 建造及艦隊解難演習

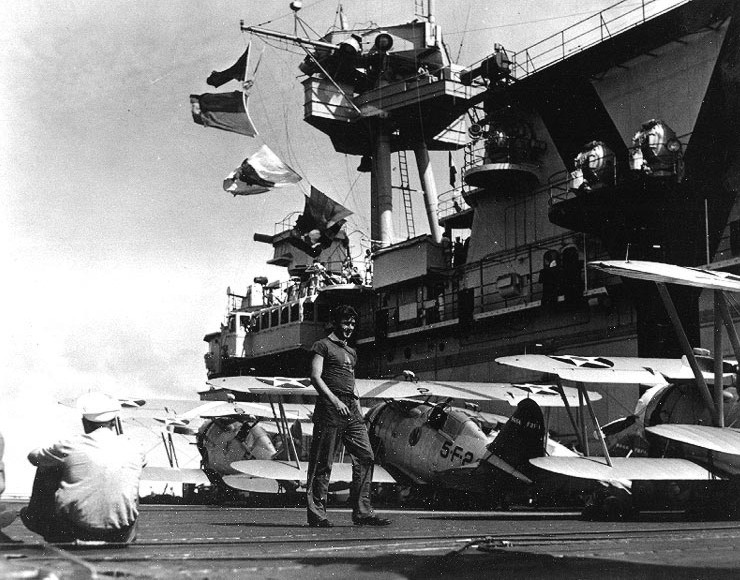
1939年2月，約克鎮號在加勒比海參與第20號艦隊解難演習。此時約克鎮號仍搭載舊式的F2F戰鬥機和F3F戰鬥機；F4F戰鬥機要到1941年才開始取代舊式飛機。相中同時可見約克鎮號的艦橋、高聳的三腳桅杆以及塗上Y字、以與企業號識別的煙囪。

約克鎮號在1934年5月21日於紐波特紐斯造船廠開始建造。其時美國經濟尚未從經濟大蕭條中回復，而美國國會又緊縮海軍經費，使約克鎮號的建造進度緩慢。1936年4月4日，約克鎮號下水，由當時的第一夫人埃莉諾·羅斯福擲瓶，但艦隻設施尚未建造完畢。1937年9月30日，約克鎮號終於在海軍正式服役，旋即與駐艦的新航空團在近海訓練。
1938年1月9日，約克鎮號前往加勒比海試航，並途經美屬維京群島、海地、關塔那摩灣及巴拿馬運河地區。3月6日約克鎮號返抵漢普頓錨地，並進入諾福克海軍船廠維修。維修後約克鎮號留在近海訓練，並與稍後服役的姊妹艦企業號組成第二航母團（Carrier Division 2）。
1939年1月初，約克鎮號與企業號南下加勒比海，與前來的太平洋艦隊軍艦會合，預備參與第20號艦隊解難演習。演習前夕約克鎮號等與駐太平洋的列星頓號及遊騎兵號集結，在金恩中將指揮下作聯合飛行特訓。這是美國當時有史以來最大規模的航母集結，海軍要到1943年10月才有能力編組更大規模航母艦隊。不過，由於約克鎮號及企業號的航空團欠缺訓練，故此只獲准在天氣良好及日間派出飛機執勤，避免意外發生。
2月20日，解難演習正式舉行。演習分為三部分，首部分是戰略演習，海軍將艦隊分為黑方及白方：黑方扮演島嶼防守國家，負責守衛波多黎各；而白方則扮演進攻國家，由亞速爾群島前往登陸波多黎各。約克鎮號、列星頓號及企業號被編入白方，而遊騎兵號則編入黑方。在金恩的指揮下，21日約克鎮號等搜索遊騎兵號不果，僅「擊沉」黑方數艘前來攔截登陸部隊的巡洋艦。23日金恩派約克鎮號專責艦隊防空，而將攻擊任務轉交另外兩艘航母。這使約克鎮號錯過了演習後段的大部分空戰。首階段演習以雙方接近平手告終。第二階段演習為戰艦之間的艦隊決戰，約克鎮號等僅從旁輔助，派魚雷及俯衝轟炸機攻擊對方水面軍艦。第三階段則是登陸演習，艦隊與陸戰隊聯合登陸波多黎各庫萊布拉島（Culebra）。
解難演習在27日結束後，約克鎮號繼續在加勒比海與艦隊演習，然後回到漢普頓錨地。起初海軍打算在4月29日將所有艦隊集結到紐約，為世界博覽會揭幕，既向國內宣傳海軍之重要，亦讓艦隊水兵可稍作休假。不過美國總統小羅斯福為免太平洋軍力過低，在4月15日下令駐太平洋的戰鬥部隊（Battle Force）返回駐地。與此同時，約克鎮號與企業號一同調往太平洋，與遊騎兵號交換崗位。20日約克鎮號離開諾福克，在一星期後橫越運河，正式加入戰鬥部隊，並將母港轉移至聖地牙哥。
轉到太平洋後，約克鎮號繼續日常訓練。1940年4月1日，海軍在太平洋舉行第21號艦隊解難演習。由於第二次世界大戰已經爆發，駐大西洋的軍艦須進行中立巡航，故無暇參與。是次演習分為八部分，包括動員、追截偷襲部隊、特殊戰術性演習、補給及重組、佔據遠距基地演習、休整及演習後檢討。4月3日追擊演習在美國西岸舉行，約克鎮號被編入扮演日本的黑方艦隊，模擬從「馬紹爾群島」（三藩市）前往公海，與攻擊珍珠港後的日本偷襲部隊會合，以安全撤返西太平洋；而扮演白方的美國艦隊則從「美國本土」（中美洲海域）前往攔截，阻止兩支日本艦隊會合並撤走。黑方指揮原寄望惡劣天氣可掩護部隊與攻擊珍珠港的艦隊會合，但東太平洋的天氣卻不似預期。這使約克鎮號在4日被列星頓號及薩拉托加號的機隊輕易發現而遭受「重創」。4日至5日清晨雙方斷續進行夜戰，約克鎮號在破曉前派出機隊前往攻擊白方艦隊，但只有少量飛機成功搜索目標。5日演習以白方成功阻截黑方會合告終。至於在19日舉行的佔據遠距基地演習，約克鎮號編入扮演美國的深紅部隊，守備扮演日本、實力較強的紫色部隊佔領夏威夷。21日約克鎮號的特遣艦隊被列星頓號發現，並遭列星頓號「擊沉」；但在「沉沒」前約克鎮號成功派出反擊機隊，不但「擊傷」列星頓號，更「摧毀」列星頓號飛行甲板以及其大部分機隊，使列星頓號同時在演習失去作戰能力。不過由於雙方艦隊均不諧夜戰，演習最終並沒有明確勝負。
演習結束後，小羅斯福下令戰鬥及偵察部隊（Scouting Force）將母港由聖地牙哥前移至珍珠港，以威懾加緊侵華的日本。此後約克鎮號與其他航母輪調，在中太平洋及美國西岸之間巡航。1940年7月約克鎮號裝上了CXAM雷達，為海軍首批安裝艦載雷達的軍艦之一。

## 中立巡航
1941年初，英國的海上運輸線飽受納粹德國的潛艇攻擊。為此美國海軍軍令部長史塔克與小羅斯福制定了「歐洲優先」策略，將新近重設的太平洋艦隊軍艦調到大西洋，以協助英國。4月20日約克鎮號離開珍珠港，在5月12日抵達美國向英國租借的百慕達軍港，並編入Arthur B. Cook少將指揮的第三航母團，與遊騎兵號及胡蜂號同行，在西經30度以西的中大西洋海域作「中立巡航」，防避德國海軍水面軍艦進入西半球（月底德國派出俾斯麥號戰艦及歐根親王號重巡洋艦突破大西洋）。9月1日海軍開始為跨大西洋商船護航，並曾與德國U艇交火，互有艦隻損失。在5月到12月之間，約克鎮號一共在大西洋進行四次巡航。

## 珍珠港事件後與馬紹爾及吉爾伯特空襲

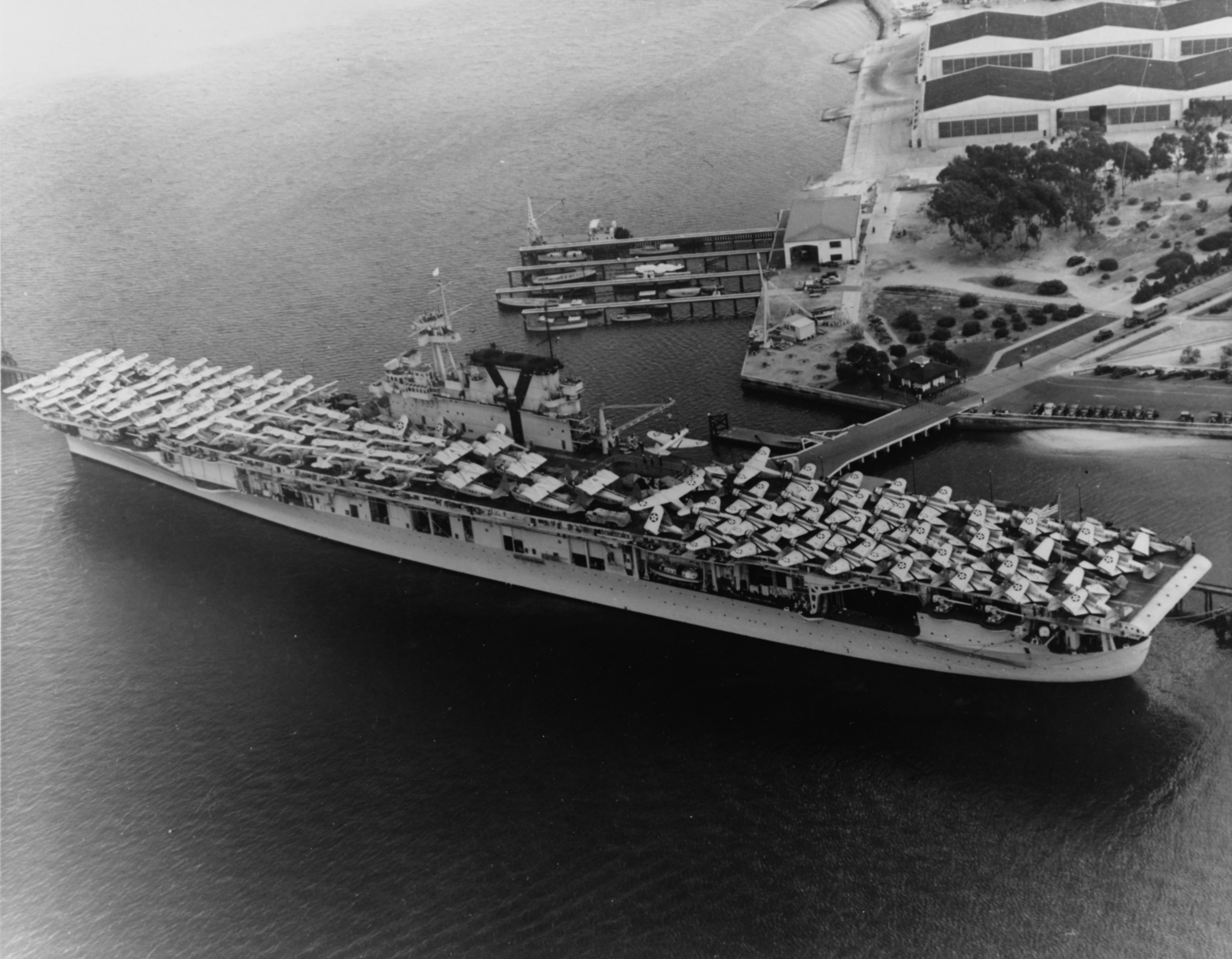
1940年6月，約克鎮號在聖地牙哥搭載飛機，預備運載到夏威夷。兩個月前約克鎮號參與了第21號解難演習，演習結束後羅斯福下令艦隊將基地遷至珍珠港，以威懾日本；約克鎮號此後開始在聖地牙哥及珍珠港之間輪調，直至1941年被調往大西洋為止。

12月7日，日本海軍偷襲珍珠港，美國在次日正式向日本宣戰。由於太平洋艦隊遭到重創，海軍決定將部分大西洋軍艦調返太平洋。約克鎮號在換上24挺單裝奧利岡20毫米防空機砲後，於16日離開諾福克，在30日抵達聖地牙哥，並擔任弗萊徹少將的第17特遣艦隊旗艦。
1942年1月6日，約克鎮號離開聖地牙哥，掩護陸戰隊增援美屬薩摩亞帕果帕果；而在行駛途中，日軍潛艇在11日炮擊了當地，使增援看似更為必要。23日約克鎮號及運輸艦平安抵達目的地，但同日日軍開始登陸拉包爾，並迅速控制了俾斯麥群島。
為擺脫被動，太平洋艦隊總司令尼米茲決定派航母空襲馬紹爾群島及吉爾伯特群島，以提昇艦隊士氣。25日約克鎮號與海爾賽指揮的企業號編隊一同離開薩摩亞，前往中太平洋。31日兩艦分道揚鑣，約克鎮號前往空襲賈盧伊特、馬金（Makin Atoll）和米利三個馬紹爾南部環礁，而企業號則空襲北部的沃特傑、艾盧克、瓜加林及馬洛埃拉普環礁。由於惡劣天氣之故，約克鎮號在2月1日的空襲成效甚淺，只輕傷了數艘小型船艦；而企業號雖取得較多成果，但攻擊本身仍然不盡人意。2月7日約克鎮號返抵珍珠港補給，而企業號則在8日入港。
2月17日，約克鎮號前往珊瑚海，會合較早出發、由布朗（Wilson Brown）中將指揮的列星頓號編隊，預備空襲拉包爾。兩艦在3月6日於新赫布里底群島外海會合，然後向西進發；但兩日後美軍接獲日本登陸萊城及薩拉馬瓦（Salamaua），並迅速擊潰薄弱的澳洲守軍。布朗與列星頓號艦長薛曼（Frederick C. Sherman）商討後，決定將攻擊目標更改為萊城及薩拉馬瓦，以打擊立足未穩的日軍。10日兩艦派出104架飛機飛越歐文·斯坦利山脈（Owen Stanley Mountains），然後攻擊兩港口的水面艦隻。雖然日軍對空襲毫無防備，但港內船隻卻多半沒有下錨，並迅速開動迴避攻擊。這使兩艦的空襲效果大打折扣：次日美國陸軍航空隊的B-17轟炸機飛越萊城時，發現港口內幾乎沒有船隻受損；而戰後調查發現約克鎮號等僅擊沉了一艘掃雷艦、一艘運輸艦以及金剛丸輔助巡洋艦。
空襲後約克鎮號及列星頓號撤出珊瑚海，並在16日於新赫布里底群島外海分開。列星頓號航向東北，返回珍珠港補給；而約克鎮號則往東方的湯加，並在20日在湯加塔布島下錨休整。

## 珊瑚海海戰

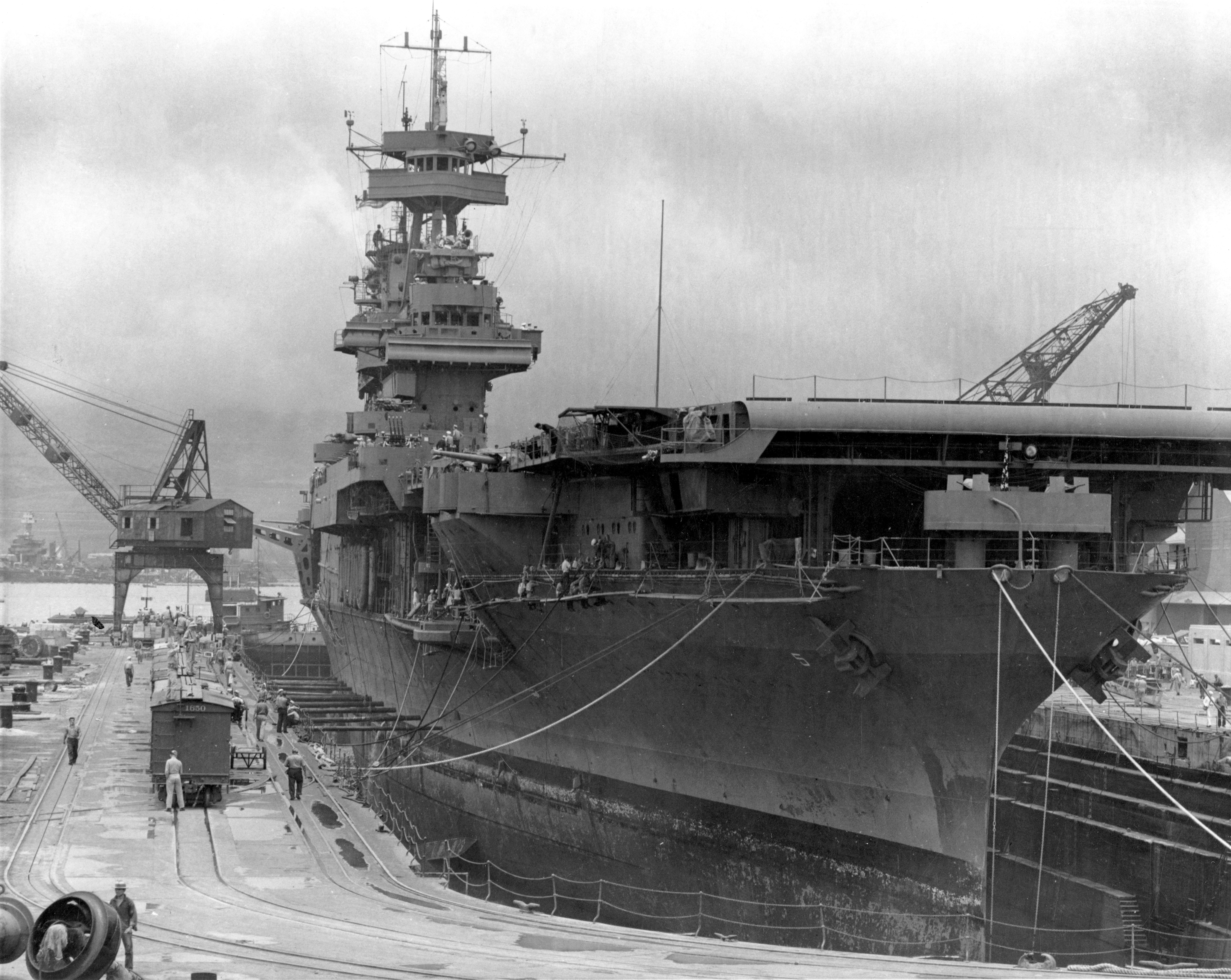
1942年5月28日，約克鎮號正在珍珠港的乾船塢搶修，預備參與中途島防衛戰。半個月前約克鎮號在珊瑚海海戰遭受重創，在尼米茲的直接命令下，珍珠港的船塢人員在27日晝夜趕工，使約克鎮號趕及恢復戰鬥能力，並在中途島海戰中擊毀日軍航母。

約克鎮號進入湯加當日，尼米茲根據連日情報，判斷日本即將在5月3日登陸莫爾茲比港，直接威脅澳洲。此時海軍只有約克鎮號及列星頓號可前往珊瑚海支援：企業號及大黃蜂號剛完成空襲東京，難以趕到南太平洋；而薩拉托加號仍在美國西岸維修。4月27日，約克鎮號離開湯加，返回珊瑚海巡航，並在5月1日與費區（Aubrey Fitch）少將的列星頓號分隊會合。
5月3日，麥克阿瑟向正在珊瑚海東南面的弗萊徹通電，指日軍已經登陸圖拉吉。此時美軍仍未掌握進攻莫爾茲比港的部隊動向，弗萊徹決定先派航母空襲圖拉吉的登陸艦隊；但由於費區預計列星頓號要到4日才完成補油，弗萊徹只好派約克鎮號北上，在厚雲雨帶掩護下進行空襲。5日早上6時至下午2時之間，約克鎮號一共派出三波飛機，攻擊圖拉吉的登陸軍艦，但成效不大。不過此舉卻使井上成美注意到美國航母已經在附近海域，而延遲進攻莫爾茲比。
接著美日雙方繼續搜索對方航母。6日澳洲海軍少將約翰·喀瑞斯（John G. Crace）的巡洋艦隊成功抵禦日軍航母攻擊，使井上進一步推遲進攻莫爾茲比。7日早上美國及日本指揮都先後被情報誤導，以為已經發現方航母主力。弗萊徹率先在9時30分前後，派列星頓號及約克鎮號共93架飛機前往攻擊敵艦，但到10時30分才發現情報出錯。然而列星頓號的機隊在11時左右仍發現了祥鳳號航空母艦，並率先將其重創；15分鐘後約克鎮號的機隊加入戰團，並使祥鳳號在35分沉沒。而日軍則因錯誤情報，最後僅擊沉了尼奧紹號艦隊油船以及西姆斯號驅逐艦。
8日清晨，雙方同時派出偵察機搜索，並幾乎在相同時間發現對方。弗萊徹在9時15分先派出約克鎮號的機隊，然後在25分才派出列星頓號飛機。雖然日本航母較美國更早派出飛機攻擊，但雙方的飛機幾乎同時間抵達對方上空。11時約克鎮號的魚雷轟炸機發現翔鶴號航空母艦，但攻擊全部無效；緊接而來的俯衝轟炸機則有兩枚投彈命中。至於列星頓號的機隊則因航向錯誤，大部分均沒有找到目標，只有一隊俯衝轟炸機再次找到翔鶴號，並有一枚投彈命中。
當約克鎮號的首輪機隊抵達日軍航母前夕，10時55分列星頓號的雷達發現日軍攻擊機隊。雖然費區早已預料日軍機隊將在11時左右前來攻擊，但當時兩艦在空中的F4F戰鬥機卻剛好缺油而要降落，使空中防衛銳減。11時20分列星頓號先被魚雷擊中，而約克鎮號則在5分鐘後被一枚炸彈擊中。炸彈穿過接近艦橋的飛行甲板，在第四層甲板爆炸，造成多人死傷。約克鎮號雖仍可繼續飛行作業，而大火很快便被損管人員撲滅，但三座鍋爐卻因攻擊受損而無法運作，使艦速因此下降至25節。至於另外數枚在艦體旁邊爆炸的炸彈，其衝擊波一度將約克鎮號艦艉扯離水面，同行驅逐艦的水兵甚至可看見其四軸螺旋槳在半空打轉；而艦身也有數處被爆炸扯破，導致約克鎮號不停漏油。
空襲過後，列星頓號因內部油汽被點燃而引發連串爆炸。在美軍搶救期間，約克鎮號收回了部分列星頓號的機隊。列星頓號最終在晚上被美軍放棄並擊沉，而約克鎮號等則撤出珊瑚海。11日弗萊徹命金凱德少將帶部分巡洋艦及驅逐艦到努美阿，而約克鎮號等則前往湯加塔布休整。

## 中途島海戰與沉沒

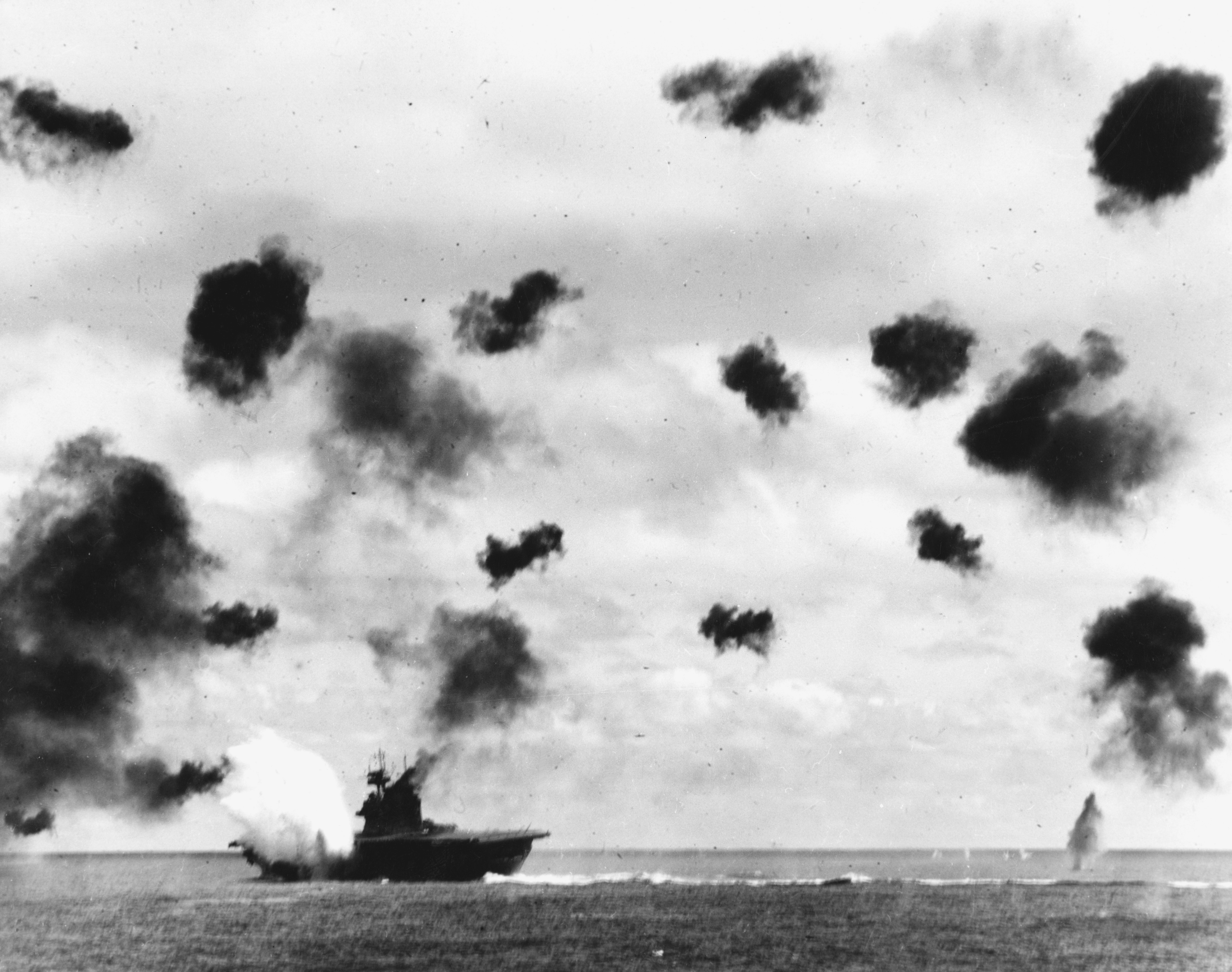
1942年6月4日下午，中途島海戰期間，約克鎮號在遭受三枚炸彈擊中後，再被飛龍號的魚雷轟炸機攻擊。兩枚魚雷擊中左舷，激起大片浪花。是次攻擊使約克鎮號加快向左傾側，迫使艦長畢馬斯達下令棄船。然而棄船後約克鎮號的傾斜卻沒有加快，使海軍在次日嘗試再作拯救。

珊瑚海海戰結束後不久，太平洋艦隊司令部透過破譯日本通訊密碼，得悉日本即將在6月初派四艘航母進攻中途島，而當時美軍在中太平洋只有兩艘航母。尼米茲即時要求弗萊徹將約克鎮號帶回中太平洋。當約克鎮號拖著10浬長的油跡前往珍珠港時，尼米茲已經先派工程師到約克鎮號檢查損壞。到27日下午2時30分約克鎮號進入乾船塢後，尼米茲更親見檢查約克鎮號的受損情況。弗萊徹先向尼米茲報告，指約克鎮號被炸彈擊中的損毀並不嚴重：飛行甲板的破洞在戰鬥當日已經填補，而所有發電機及飛機升降台也運作正常，25節的極速也足夠迎風派出飛機。真正難以維修的地方，反而是在約克鎮號艦體外爆炸的炸彈造成。由於該等爆炸使龍骨受到一定損毀，費區預計約克鎮號要回到布雷默頓的普吉灣海軍基地，並花上90日才可完成維修。
然而，尼米茲並沒有90日時間，並不惜一切恢復約克鎮號狀態。按照海軍安全程序，航空母艦進入乾船塢後必須用一日卸載所有航空燃料，但尼米茲卻下令繞過這道程序，並且下令維修人員在三日內將約克鎮號復修至戰鬥狀態。由於是次維修只是臨時性質，海軍工程師沒有準備任何藍圖，而是用膠合板製作艦體破洞模具，再拿到岸上鋼鐵工房倒模製造，然後運回艦上直接燒焊填補。尼米茲亦特別打破檀香山的夜間燈火限制，在約克鎮號四周樹立射燈，使維修可晝夜進行。為了維修約克鎮號，船塢的耗電量一度超出檀香山的發電上限，使市內部分地區一度強制停電，以騰出更多能源到船塢。在維修以外，尼米茲同時重整了約克鎮號的受損機隊，並將薩拉托加號留下的俯衝轟炸機隊調到約克鎮號。29日上午11時，約克鎮號的乾船塢重新注水，並用上餘下時間補給軍需。到30日上午9時約克鎮號離開珍珠港時，艦上仍有少量維修人員工作，動力系統也沒完全修復而航速受限，但整艘航母已恢復基本戰鬥能力。
6月2日，約克鎮號與斯普魯恩斯少將的企業號及大黃蜂號會合，並在中途島東北海域埋伏，靜待日本航母攻擊中途島。4日清晨4時30分，日軍航母開始派飛機空襲中途島，而與此同時弗萊徹則派約克鎮號10架SBD無畏式俯衝轟炸機前往搜索日本艦隊。5時34分，弗萊徹截獲一架PBY偵察機的通訊，約莫瞭解日本「兩艘航母」位置後，命斯普魯恩斯的企業號及大黃蜂號先派飛機攻擊，而約克鎮號則會殿後，以待更準確情報再作出擊。7時2分，企業號及大黃蜂號開始派出艦上全部機隊；而約克鎮號則在8時38分派出艦上一半飛機增援。
9時25分至10時之間，大黃蜂號、企業號及約克鎮號的魚雷轟炸機先後攻擊日軍艦隊，但全部無功而返，更幾乎全軍覆沒。大黃蜂號的俯衝轟炸機未有跟隨同艦的魚雷轟炸機轉向西南，繼續向正西方搜索日軍的另外「兩艘航母」。不過美軍並不知道日本將四艘航母集中，故此大黃蜂號機隊最終沒有遇到任何敵軍。然而企業號的俯衝轟炸機卻意外接獲日本航母新位置情報，而及時轉向；較遲起飛的約克鎮號機隊則採用偏北的搜索路線，無需再作繞道。結果在機緣巧合下，約克鎮號與企業號的俯衝轟炸機在10時16分一同出現在日本機動艦隊上空。22分至28分，企業號的機隊由南向北進發，並擊毀赤城號及加賀號；而由東向西的約克鎮號機隊則摧毀了蒼龍號。
不過，約克鎮號很快便遭到日軍反擊。早在8時20分，日本利根號重巡洋艦的偵察機便曾向南雲忠一報告，發現殿後的約克鎮號，使南雲下令將各航母飛機更換武器；赤城號等三艘航母受到攻擊時，飛龍號航空母艦雖然位處蒼龍號以南，但約克鎮號卻沒有俯衝轟炸機可供發動攻擊，而飛龍號的機隊當時又即將準備妥當。10時50分飛龍號先派出俯衝轟炸機攻擊約克鎮號。正午時分，首波18架九九式艦上轟炸機抵達約克鎮號附近，其中六架突破F4F及護航艦防空陣線，並向約克鎮號投彈。在數分鐘內約克鎮號先後被三枚250公斤炸彈擊中：首枚炸彈擊中艦島後方飛行甲板，並在一座1.1吋防空炮旁邊爆炸；第二枚炸彈擊中艦體中央，穿過飛行甲板及機庫，最後在煙囪下方爆炸，摧毀了鍋爐上方的煙道，同時炸毀兩座鍋爐，並使另外三座鍋爐熄火；至於第三枚炸彈則擊中艦艏升降台，再在第三層甲板爆炸，並在儲藏庫引發大火。這波攻擊使約克鎮號一度失去大部分動力，在海上停駛；雷達暫時失靈，無法偵察日本飛機；而全艦通訊系統也一度中斷，迫使弗萊徹將旗艦轉移至阿斯托利亞號重巡洋艦。
下午1時15分弗萊徹轉移指揮系統後，下令新奧爾良號重巡洋艦前往拖行約克鎮號。不過約克鎮號艦內的搶修工作卻漸見成效：飛行甲板的破洞在短時間內已由木板填補；引擎室的水兵冒著窒息風險，使約克鎮號仍有一個鍋爐可以運作發電，向搶修人員提供必須能源。1時30分約克鎮號另外三個鍋爐恢復運作，到40分約克鎮號恢復行駛，並逐步加速至16節，無須新奧爾良號拖行。
此時飛龍號的機隊已經返抵母艦。得悉美軍擁有三艘航母後，山口多聞在1時30分派出餘下的魚雷攻擊機。當約克鎮號恢復航行之際，護航的彭薩科拉號重巡洋艦雷達發現山口的機隊迫近。約克鎮號即時準備戰機迎擊，並趕及派出八架F4F，但仍不足以攔截日機。2時30分日本魚雷轟炸機開始攻擊約克鎮號，並在稍後投下四枚魚雷。約克鎮號勉強避過兩枚魚雷，但另外兩枚魚雷則在42分擊中艦體左舷。爆炸及引發的火災，使約克鎮號所有鍋爐都無法使用，並將艦體左舷炸開，開始大量入水；而海水迅速淹沒水線下的發電機房，使艦隻完全喪失電力；舵機亦被魚雷攻擊卡死。約克鎮號不久便再次停駛，並逐步向左傾斜。
在缺乏電力之下，約克鎮號的損管人員無法泵走入水以及救火。再加上恐於艦體即將傾覆，約克鎮號艦長畢馬斯達（Elliott Buckmaster）在2時55分下令棄船，而所屬機隊全部降落到企業號；其時約克鎮號已向左傾斜26度。約克鎮號被魚雷擊中後三分鐘，艦上部分偵察轟炸機降落到企業號，並將飛龍號的動向親自傳達給接管戰術指揮的斯普魯恩斯。下午3時30分，企業號派出24架SBD反擊（當中有10架來自約克鎮號），並在5時將飛龍號摧毀。

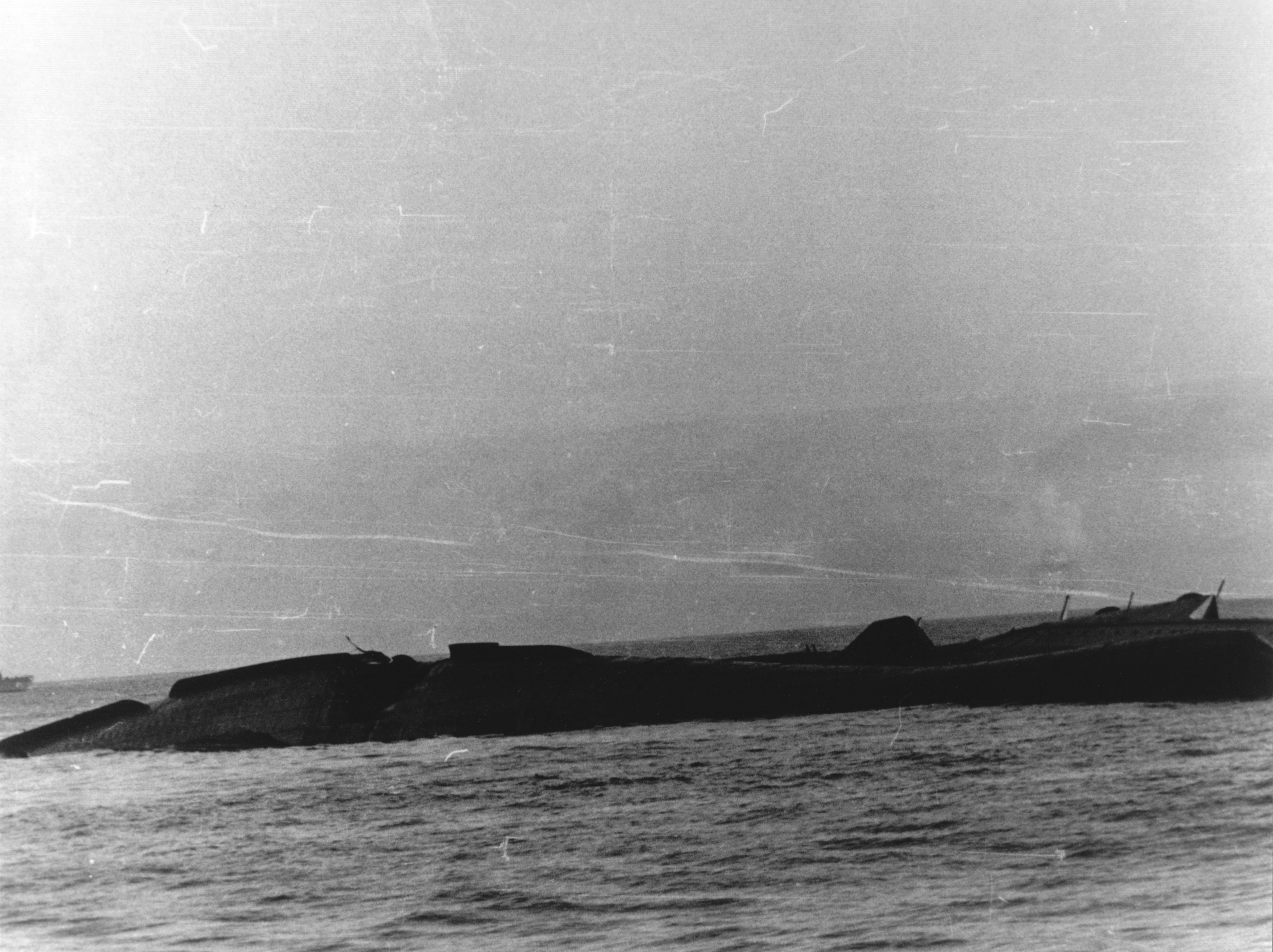
1942年6月6日，約克鎮號在拖行期間遭日本潛艇的魚雷擊中，迫使美軍延遲拯救行動。然而是次攻擊使約克鎮號的入水加劇，到7日凌晨守衛的驅逐艦發現約克鎮號的情況已無法挽回。日出時分約克鎮號在海面傾覆，然後沉入海底。

傍晚斯普魯恩斯收回所有飛機後，即時向東後撤，而沒有追擊日本艦隊；而弗萊徹則派休斯號驅逐艦留守約克鎮號。5日早上美軍開始追擊日軍，此時休斯號發現約克鎮號在海上漂浮一夜後，竟然仍未沉沒：艦體只有少數地方起火，而傾側仍然維持在26度左右，顯示艦體沒有繼續入水。休斯號即時向艦隊請求協助，並向太平洋司令部匯報，認為約克鎮號仍可拯救。不久休斯號的搜救隊更在約克鎮號找到兩個生還者，其中一人在稍後死去。
畢馬斯達接到休斯號的信息後，即與弗萊徹相討，同意恢復拯救；而弗萊徹更即時派出兩艘驅逐艦增援。不過當時約克鎮號的生還船員已經分散在不同的驅逐艦，畢馬斯達用了整個上午，才將約克鎮號的搶修人員集結到重巡洋艦，然後到下午170名搶管人員才登上哈曼號驅逐艦。下午2時26分從夏威夷趕至的一艘拖船嘗試拖走約克鎮號，但因強烈季候風之故而寸步難行。傍晚6時哈曼號及另外兩艘驅逐艦終於起行，並在6日凌晨與先出發的驅逐艦會合。
6日破曉時分，哈曼號開始為約克鎮號提供電力，並利用驅逐艦水泵撲滅約克鎮號最後的小火；損管人員開始為約克鎮號平衡重量；而其他驅逐艦則在外圍組成反潛防護圈。到下午約克鎮號的傾側已減少至20度，艦體入水情況亦大幅改善。然而日本伊168潛艇卻在此時成功避過驅逐艦偵測，並在下午1時30分向約克鎮號發射四枚魚雷。首枚魚雷擊中哈曼號，使之在五分鐘後沉沒；接著兩枚魚雷穿過哈曼號下方，然後擊中約克鎮號右舷；而最後一枚魚雷則僅僅斜出沒有擊中。攻擊使約克鎮號右舷加速入水，迫使畢馬斯達再次下令棄船，與損管人員一同撤回拖船。
畢馬斯達原寄望在7日破曉時分重返約克鎮號，但約克鎮號卻在6日晚上加速入水。到7日清晨時分，約克鎮號逐漸向左舷翻滾傾覆，顯然無法挽回；護航的驅逐艦只好放棄搜救，並全體下半旗向約克鎮號致敬。4時58分，約克鎮號終於沉沒。

## 榮譽及重新發現
約克鎮號在半年的太平洋戰爭一共獲得三枚戰鬥之星，全部榮譽見下：
|  | "A" Device                              |
|  | Bronze star · Bronze star · Bronze star |

|              | 美國國防服役獎章： A字裝飾    |                        |
| 美國戰役獎章 | 太平洋戰爭獎章： 三枚戰鬥之星 | 第二次世界大戰勝利獎章 |

約克鎮號沉沒後，海軍內部曾有意見質疑畢馬斯達的處理手法，指約克鎮號在5日下午棄船後沒有加快傾側，意味著艦體的入水已經受控，故此約克鎮號本應可被拯救過來，而畢馬斯達有過早棄船之嫌；另外，約克鎮號的棄船程序似乎過於倉促，以至6日早上休斯號驅逐艦仍找到兩位生還者，而不少機密文件仍未帶走或銷毀；最後畢馬斯達在5日徵集搶管人員過久，以至日軍潛艇有機可乘。然而海軍事後調查認可了畢馬斯達的做法，指當時約克鎮號內部完全失去動力，無法自行排水。而在棄船前夕，約克鎮號仍繼續向左舷傾側，再加上全艦通訊系統幾近癱瘓，畢馬斯達根本無法預料艦體的入水是否已經受控，其棄船決定是以全艦官兵的生命安全考慮優先。雖然棄船命令只能靠口傳以及無需電力運作的電話筒傳達，但約克鎮號的死傷人數已經尚算輕微。事實上約克鎮號全艦約有2,300人，在空戰中有32名飛行員死亡，而艦員因日軍攻擊喪生的人數僅為54人。針對約克鎮號搶管人員的徵集困難，尼米茲在6月底向艦隊下令，要求所有軍艦在面對可能棄船的危機時，必須預先編集搶修部隊，且只可在最後一刻離艦，並必須集結在同一艘救援艦上待命。
艦長畢馬斯達在返回珍珠港後遞交約克鎮號的戰鬥報告，請求海軍考慮將一艘新航空母艦命名為約克鎮號，以延續其「戰鬥意志」。同年9月26日，海軍將一艘建造中的艾塞克斯級航空母艦更名為約克鎮號。新約克鎮號在1943年1月21日下水，並再次由羅斯福夫人進行擲瓶儀式。同年4月新約克鎮號服役，首任艦長為約瑟·克拉克（Joseph J. Clark）上校；克拉克在1941年5月至1942年1月期間曾為舊約克鎮號的副艦長。
1999年5月，鐵達尼號的發現者、著名海洋學家羅伯·巴拉德（Robert D. Ballard），帶同一批參與中途島海戰的美日老兵，回到中途島海域，尋找海戰中沉沒的雙方軍艦。19日巴拉德的潛艇重新發現約克鎮號。在沉沒56年後，約克鎮號艦體向右舷傾斜25度，斜躺於水下五公里的海床；木質飛行甲板仍然完好保存；艦炮及火控系統等裝備亦沒有太大損毀；而海戰當日魚雷引發的破洞仍然清楚可見。